# إيرل كرافين
إيرل كرافين (بالإنجليزية: Earl Craven)‏ هو لاعب كرة قاعدة أمريكي، ولد في 24 نوفمبر 1922 في Beaver, Kansas ‏ في الولايات المتحدة، وتوفي في 27 يوليو 2000.